# 새하컴즈
새하컴즈는 대한민국의 대표적인 화상회의/화상교육 솔루션 전문기업이다. 영상 커뮤니케이션 전문제품인 "보다(BODA), 이지뷰(ezView), 멀티뷰(MultiView), 스쿨넷(SchoolNet)"으로 대한민국의 화상 솔루션 분야를 개척하였으며, 2014년 7월 화상회의/화상교육 온라인 서비스(멀티뷰 통합화상회의 서비스)를 오픈했다. 2019년에는 차별화된 UI와 컨셉으로 신개념 이지뷰(ezView)를 출시하고 2021년에는 보다(BODA) 서비스를 시작했다. 
새하란 동과 서를 의미하는 고유의 우리말로 최첨단 디지털 문화를 통한 동서의 조화를 통해 최고의 솔루션을 제공하고자 하는 의미를 담고 있다.

## 제품

### 보다 (BODA)
- 비대면 전문 토탈 협업 솔루션

### 이지뷰 (ezView)
- 2019년 새롭게 출시한 신개념 UI가 특징인 영상 커뮤니케이션 Tool

### 멀티뷰 (MultiView)
- 화상회의 솔루션

### 스쿨넷 (SchoolNet)
- 화상교육/화상영어 솔루션

## 서비스

### 보다(BODA), 이지뷰 (ezView) 서비스
- PC, Mobile 지원 및 Non-ActiveX 실현으로 다양한 브라우저에서 화상/음성으로 대화하는 최신 트렌드를 지향하는 서비스

### 멀티뷰 (MultiView) 통합화상회의 서비스
- 2020년 이전까지 대한민국 화상 업계를 선도 했던 제품이다. 신제품 보다(BODA)와 이지뷰(ezView)가 출시되면서 다소 판매량이 감소했으나 그 명성 때문에 아직까지 활발히 사용 중이다.
- 화상회의, 화상교육, 화상영어, 화상과외, 화상상담, 세미나 등을 온라인에서 바로 사용할 수 있는 서비스

## 같이 보기
- 화상회의